# Итальянская Эритрея
Итальянская Эритрея (итал. Eritrea italiana) — первая колония Королевства Италия на побережье Красного моря. Колония была создана в 1890 году (однако первые итальянские поселения были основаны в 1882 году у Асэба), итальянская власть официально продолжалась до весны 1941 года, после чего Италия капитулировала и передала Эритрею британцам.

## История
Итальянская компания Rubattino купила территорию современного Асэба у местного султана ради строительства порта для коммерческих служб своего флота. 10 марта 1882 года правительство Италии купило территорию Асэба у этой компании. Постепенно итальянские войска захватили всё побережье и заняли город-порт Массауа 5 февраля 1885 года.
Игнорируя протесты других заинтересованных сторон (египтян, турок и эфиопов), Италия объявила о создании колонии Итальянская Эритрея 1 января 1890 года.
Итальянцы оставили территорию в 1941 году, когда Эритрея была оккупирована британскими войсками в ходе Восточноафриканской кампании.
Асмэра стала столицей Эритреи в 1900 году, заменив Массауа. Это произошло во многом благодаря прохладному климату местности, где находится Асмэра, — она расположена на высоте более 2200 м над уровнем моря.

## Население
По переписи 1939 года в Эритрее было 75 тысяч итальянцев среди одного миллиона жителей (в 1934 году — всего 4600); в 1935 году в столице колонии Асмэре проживало всего 16 тысяч человек, из которых 4 тысячи — итальянцы, а уже в 1939 году население города насчитывало 98 тысяч жителей, из которых 53 тысячи человек были итальянцами. Асмэра, в которой итальянцы составляли больше половины жителей, стала главным «итальянским городом» Итальянской Восточной Африки.

## Хозяйство
Господство Италии обеспечило развитие хозяйства Итальянской Эритреи. Итальянцы в Эритрее способствовали распространению христианства (католицизма), развитию сельского хозяйства, тяжёлой промышленности и торговли, но прежде всего создали инфраструктуру автострад и железных дорог, портов, больниц и так далее. Железная дорога между Асмэрой и Массауа, построенная итальянцами, по-прежнему является одной из крупнейших на территории Африканского Рога.
Вторая мировая война остановила развитие колонии. Большая часть оборудования была демонтирована британцами и отправлена в Южную Африку, что привело к серьёзному экономическому кризису в Эритрее после 1945 года. После окончания Второй Мировой войны итальянцы подвергались преследованиям, поэтому большинство из них решили вернуться в Италию.